# BodyPump
BodyPump es un programa grupal de entrenamiento basado en el levantamiento de pesas, creado y distribuido internacionalmente por Les Mills International. Creado en 1991 por Phillip Mills en Auckland, Nueva Zelanda, en 2015 estaba disponible en más de 100 países y en 17500 clubes deportivos de todo el mundo.
Las clases de BodyPump tienen una duración de 60 minutos y contienen ocho canciones o "tracks", cada una de las cuales se centra en un grupo muscular diferente, además de un track para el calentamiento al inicio de la clase y otro al final para relajación y estiramientos. Existen también otros formatos de la misma clase con una duración de 45 y 30 minutos, los cuales omiten ciertos grupos musculares. Al igual que todas las clases grupales creadas por Les Mills, Bodypump es precoreografiado por Les Mills International, para dar así una homogeneidad global al programa.
Las clases se realizan utilizando discos de peso variable, una barra y un banco aeróbico. Los participantes ajustan el peso de acuerdo al ejercicio que realicen y a sus objetivos personales. Los principales grupos musculares se trabajan de forma individual con ejercicios como las sentadillas, el levantamiento y peso muerto. El objetivo de la clase está encaminado hacia el fortalecimiento y definición muscular a través de múltiples repeticiones.

## Desarrollo de la clase
Una clase de BodyPump contiene diez tracks, ocho de ellos dedicados a grupos musculares diferentes y los dos restantes a la parte preliminar de calentamiento y a la parte final de estiramientos. Su duración completa (incluyendo el tiempo entre los tracks para el cambio de las pesas) es de 60 minutos.
| Track            | Músculos ejercitados                                                                | Peso recomendado                      | Descripción |
| ---------------- | ----------------------------------------------------------------------------------- | ------------------------------------- | --- |
| 1. Calentamiento | Todo el cuerpo                                                                      | La carga más liviana de toda la clase | La mayoría de los grupos musculares son entrenados en cortas series y la posición de la barra puede variar al cambiar el músculo entrenado        |
| 2. Sentadillas   | Cuádriceps, tendones y glúteos                                                      | La mayor carga de la clase            | Se enfoca en las piernas, particularmente en los cuádriceps y glúteos. La barra es ubicada en la parte más ancha de la espalda, debajo del cuello |
| 3. Pecho         | Pectoral mayor y menor, deltoide, serrato anterior                                  | 1,5 veces mayor que el calentamiento  | Los participantes boca arriba sobre el step trabajan con la barra y/o flexiones de pecho; dependiendo de la coreografía                           |
| 4. Espalda       | Erecto de la columna, glúteos, trapecio, dorsal ancho, romboide, deltoide posterior | Un promedio entre pecho y sentadillas | Generalmente se realizan pesos muertos y levantamientos de la barra por encima de la cabeza                                                       |
| 5. Tríceps       | Tríceps                                                                             | Un poco mayor al del calentamiento    | Se realizan extensiones verticales con la barra o con un disco, flexiones con los tríceps y fondos libres en el step                              |
| 6. Bíceps        | Bíceps                                                                              | Igual o mayor que tríceps             | Los participantes de pie usan la barra para realizar flexiones de codo verticales                                                                 |
| 7. Estocadas     | Cuádriceps, tendones y glúteos                                                      | Igual que pecho                       | Las sentadillas pueden estar incluidas, sin embargo; la mayor parte del tiempo se empleará en las estocadas para entrenar los glúteos             |
| 8. Hombros       | Deltoides, trapecio superior                                                        | Similar al calentamiento              | Se realizan flexiones de pecho, elevaciones de hombro frontales o laterales con los discos y elevación de la barra por encima de la cabeza        |
| 9. Abdominales   | Recto mayor y transverso del abdomen, oblicuos                                      | Ninguno                               | Se realizan crunches y planchas para fortalecer la zona media del cuerpo                                                                          |
| 10. Estiramiento | Todos                                                                               | Ninguno                               | Se busca estirar y relajar los grupos musculares principales                                                                                      |

## Formatos del programa
BodyPump, al igual que otros programas de Les Mills Internationals, posee más de un formato oficial (60 minutos y 45 minutos), el primero de los cuales cuenta con un formato especial extra (30 minutos). Sin embargo, estos se limitan a ciertos clubes deportivos que tienen la verdadera necesidad de un formato más corto; por ejemplo, para adaptarse a horarios rigurosos de los participantes o para aquellos que piensan iniciar el programa, brindándoles la oportunidad de perfeccionar su técnica y aumentar su fuerza y confianza.
En el formato de 30 minutos, los estiramientos se realizan en las transiciones entre las canciones. Sin embargo, se recomienda agregar una sesión final de estiramientos de forma individual al terminar la clase.
| Grupo muscular | BodyPump 30 | BodyPump 45 | BodyPump 60 |
| -------------- | ----------- | ----------- | ----------- |
| Calentamiento  | ●           | ●           | ●           |
| Sentadillas    | ●           | ●           | ●           |
| Pecho          | ●           | ●           | ●           |
| Espalda        | ●           | ●           | ●           |
| Tríceps        | x           | x           | ●           |
| Bíceps         | x           | x           | ●           |
| Estocadas      | x           | ●           | ●           |
| Hombros        | x           | ●           | ●           |
| Abdominales    | ●           | ●           | ●           |
| Estiramientos  | x           | ●           | ●           |

## Musicalización
La música usada durante la clase está especialmente hecha para guiar y motivar a los participantes durante todo el entrenamiento. Una clase normal contiene 10 canciones con una duración de 4 a 6 minutos. Estas son generalmente covers o versiones remezcladas de canciones populares o también clásicos del rock, que se actualizan cada tres meses con el nuevo relanzamiento de la clase. Los tracks están remezclados generalmente en 32 tiempos pero pueden variar dependiendo del ejercicio realizado. La música es coreografiada y cada track se centra en un grupo diferente del cuerpo. El formato sigue el orden previamente descrito con breves pausas adicionales entre los tracks para estirar el músculo que acaba de ejercitarse, cambiar las pesas y permitir al instructor introducir el siguiente ejercicio.

## Accesibilidad a la clase
Gracias a la facilidad de variar la carga de las pesas de acuerdo a las posibilidades de cada persona, BodyPump está recomendado para la mayoría del público, incluso para aquellos que no son deportistas. También,  aunque tendrán que tener mayores precauciones, podrían realizarla niños (puesto que está demostrado que el entrenamiento con cargas es beneficioso para su crecimiento madurativo, siempre y cuando las cargas no sean demasiado altas) y embarazadas (sin cargas demasiado altas. En caso de necesitar parar, descansas durante la canción y te vuelves a incorporar cuando estés lista).

## Beneficios de la clase
Bodypump permite remodelar el cuerpo gracias al fortalecimiento y ganancia muscular que se genera en la clase, además de la quema de calorías a lo largo de la misma gracias a las numerosas repeticiones en un periodo de 4 a 7 minutos por cada grupo muscular. En una sola clase de Bodypump se pueden realizar alrededor de 800 repeticiones y quemar un promedio de 600 calorías.
Adicionalmente, Bodypump permite mejorar la coordinación, proteger los huesos y articulaciones de posibles lesiones y mejorar la condición física en general.

## Recomendaciones
A pesar de que los movimientos en la clase son simples y fáciles de asimilar, es primordial realizarlos correctamente tal y como el instructor los muestra. La buena postura es clave: se recomienda mantener siempre las rodillas ligeramente dobladas, no tensas y desarrollar los movimientos con suavidad. En cuanto al peso, es necesario elegir una carga adecuada para realizar cada ejercicio. Es recomendable para los principiantes iniciar con una carga mínima e ir aumentándola a medida que pase el tiempo (aproximadamente cada seis semanas), siempre con el fin de evitar lesiones. Un día de descanso entre dos sesiones es lo más recomendado por los creadores del programa para aprovechar al máximo los beneficios de la clase, a la cual se recomienda asistir como máximo tres veces por semana y complementarla con dos o tres clases de ejercicio cardiovascular.